# Spidia
Spidia is een geslacht van vlinders van de familie eenstaartjes (Drepanidae).

## Soorten
- S. excentrica Strand, 1912
- S. fenestrata Butler, 1878
- S. goniata Watson, 1957
- S. inangulata Watson, 1965
- S. miserrima (Holland, 1893)
- S. planola Watson, 1965
- S. rufinota Watson, 1965
- S. smithi (Warren, 1902)
- S. subviridis (Warren, 1899)